# Nicolau II Crisoberges
Nicolau II Crisoberges (en grec antic: Νικόλαος ὁ Χρυσοβέργης) va ser patriarca de Constantinoble de l'any 984 al 995.
Va succeir al patriarca Antoni III quan aquest va morir, tot i que Antoni havia dimitit del càrrec l'any 980. Durant el seu mandat va finalitzar el que es coneix com a Baptisme de Kíev, la cristianització de la Rus de Kíev.
Nicolau II va ser declarat sant per l'Església Ortodoxa i per l'Església catòlica. La seva festivitat se celebra el dia 16 de desembre.